# Pentele híd
A Pentele híd a Duna fölött átívelve Kisapostagot köti össze Dunavecsével, egyúttal a Dunántúlt az Alfölddel, illetve a 6-os számú főutat az 51-es számú főúttal. Ismert még Dunaújvárosi híd és M8 Duna-híd néven is. A hídra az említett két település közigazgatási területéről lehet fel-, illetve lehajtani. Dunaújváros közigazgatási területén ~782 méter hosszan a jobb parti ártéri híd halad át. Kivitelezésére 2004. szeptember 17-én írták alá a szerződést, ám az eredeti, 2006. november 30-i átadási határidő helyett csak 2007. március 13-án érték el a szerkezetkész állapotot. A lakosság már egy nappal a július 23-i hivatalos átadás előtt birtokba vehette a hidat.
A híd az 1571,655 folyamkilométernél található, 1,7 kilométere az egyetlen megvalósult rész a tervezett M8 autópálya 475 kilométeréből.
A leállósávokkal együtt irányonként három forgalmi sávos autópálya, kerékpárút és járda található rajta. 1995-ben hozták létre a „HÍD” Dunaújváros és Környéke Egyesületet a híd megépítéséért való összefogásra és a térség fejlesztésére.
Az építmény Magyarország egyik legdrágább hídja: költsége 43 milliárd forint, a rávezető utakkal együtt 54 milliárd forint volt, 2007-es árakon számítva. A hozzá kapcsolódó tervezett M8-as autópályából a hídon és rávezető útjain kívül eddig semmi nem készült el, ami várhatóan jó ideig elsősorban a regionális átkelésre korlátozza a forgalmát.
Nevét Dunaújváros régi neve után (Dunapentele) kapta.
Átadását követően, 2009. január 8-án megszűnt a Dunaújváros és Szalkszentmárton között közlekedő kompjárat.

## Tervezetek
A dunai hidak építésének hely vizsgálata több mint 30 éve foglalkoztatja a tervezőket. Három komolyan vehető helyet határoztak meg a tervezők, összesen tíz lehetőség adódott a finomított változatokat számítva. Rácalmás-Dunaújváros-Szalkszentmárton nyomvonalat találták a szerencsésnek, azt jelölték a terv vázlatokon "A3 változat"nak, ebben az esetben Szalkszentmártontól északra levő területen haladt a terv szerint az út.

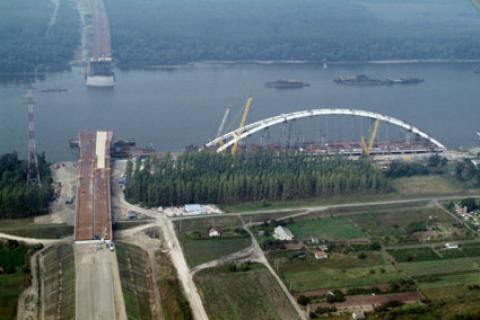
A híd helyreúsztatása

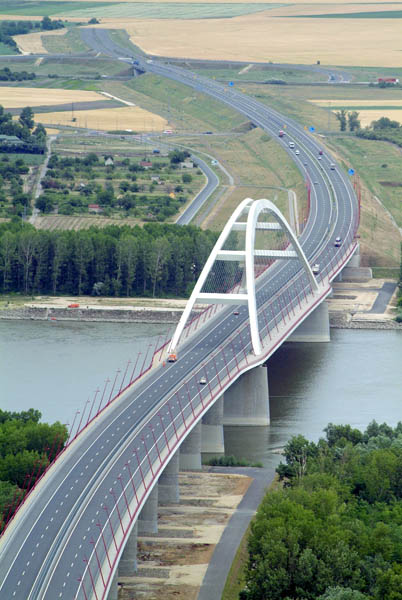
Pentele híd légi fotón, Dunaújváros

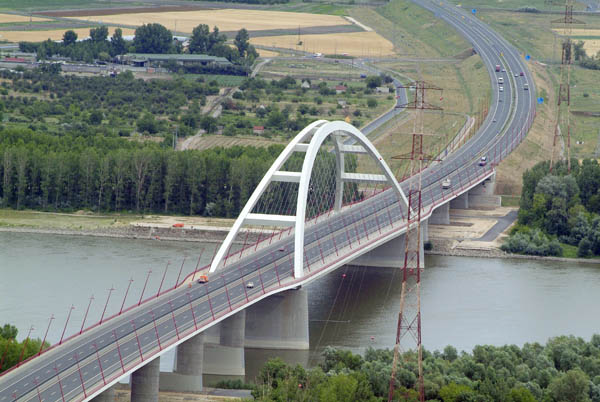
Dunaújváros, Pentele híd légi felvételen

Az „A változat” ugyancsak Rácalmás–Dunaújváros között húzódott volna, csak Szalkszentmártonhoz képest déli irányból lett volna közeli szakasza. Üdülőterületre, természetvédelmi területre hivatkozva ellenben a dunaföldvári Beszédes József hídhoz nagyon közeli Dunaújvárostól meglehetősen délebbre eső területen Kisapostag–Dunavecse–Apostag valósult meg a beruházás. Így Dunaföldvár, Kisapostagnál két híd van, Rácalmás, Kulcs magasságában pedig egy sem.
A kivitelezett híd Dunavecse és Apostag között a Kiskunsági Nemzeti Parkot szeli ketté. Dunavecsén olyan kikötő van, amely évszázadok óta üzemel, megfelelő egy DaHar hajózás felfuttatásához. Ezzel szemben Kulcs, Rácalmásnál szimpla kikötő van.

## Műszaki adatok

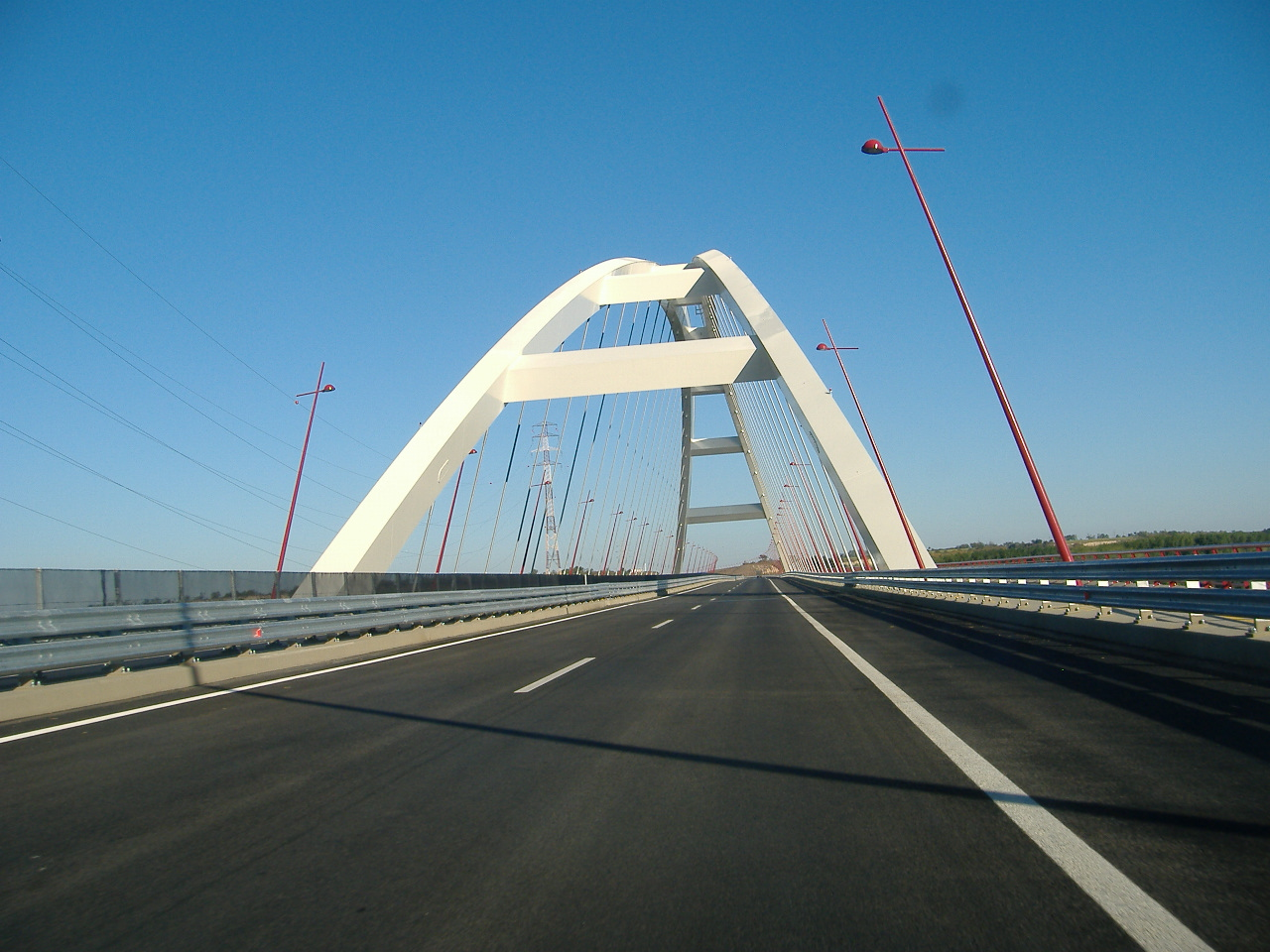
A híd a közútról nézve

A híd teljes hossza 1682 méter, ebből a jobb parti (Dunaújváros felőli) ártéri híd 1067 méter, a bal parti 300 méter, míg a helyére úsztatott mederhíd 308 méter hosszú. A híd 41 méter széles, a mederhíd 50 méter magas és megközelítőleg 8600 tonna a szerelvényekkel együtt, burkolat nélkül. A jobb parti ártéri híd 14, a bal parti 5 pillérre támaszkodik. A mederhíd úgynevezett felszerkezetét két, a mederbe épült vasbeton pillér támasztja alá, ezeket a mederben betonozták. A hidat nyolc, az ezerkilencszáznyolcvanas években kifejezetten a dunai hajózásra kifejlesztett, egyenként 1600 tonna kapacitású TS bárka szállította a helyére. Szerkezete szerint kosárfül ívekre kábelekkel függesztett gerendahíd.
Szerkezeti adottsága miatt szélessége 40,94 m, amelyen 2x2 forgalmi sáv (3,75 m) 2x1 leállósáv (3,5 m), 3,6 m széles elválasztó sáv és kétoldalt 2,4 m széles járda, melyből a befolyási oldali kerékpárút, található. Az ívek 47,6 m-re emelkednek az útpálya fölé és a függőlegessel 16,5°-os szöget zárnak be. A függesztő kábelek egymással párhuzamosan, az ívek síkjában futnak.
Érdekessége, hogy a hídhoz tartozó közúti lámpák is a híd pilléreinek dőlésszögét követve állnak.